# 1763
1763 (MDCCLXIII) je bilo navadno leto, ki se je po gregorijanskem koledarju začelo na soboto, po 11 dni počasnejšem julijanskem koledarju pa na sredo.

## Dogodki
- 10. februar - sedemletna vojna: s podpisom pariškega miru se konča spopad med britanskimi in francoskimi kolonijami v Novem svetu.
- 15. februar - sedemletna vojna: hubertusburški sporazum konča še konflikt med Prusijo in Avstrijo, s čimer je končana tudi vojna.
- 7. oktober - Jurij III. Britanski z odlokom prepove naseljevanje britanskih priseljencev zahodno od Apalačev, s čimer želi stabilizirati odnose s staroselci.
- na Dunaju izide Entomologia Carniolica, taksonomsko delo tirolskega naravoslovca Giovannija Antonia Scopolija, v katerem avtor popiše več kot 1000 vrst nevretenčarjev s Kranjske.

## Rojstva
- 23. januar - Jožef Balant, slovenski rimokatoliški duhovnik in nadškof († 1834)
- 26. januar - Karel XIV. Janez, kralj Norveške in Švedske († 1844)
- 21. februar - Stanoje Glavaš, srbski hajduk in heroj prve srbske vstaje († 1815)
- 21. marec - Jean Paul, nemški pisatelj († 1825)
- 16. maj - Louis-Nicolas Vauquelin, francoski kemik († 1829)
- 23. junij - Joséphine de Beauharnais, francoska cesarica († 1814)
- 17. julij - John Jacob Astor, ameriški poslovnež († 1848)

Neznan datum
- William Higgins, irski kemik († 1825)

## Smrti
- 5. oktober - Avgust III. Poljski, poljski kralj in litovski veliki knez (* 1696)

Neznan datum
- Hariton Prokofjevič Laptev, ruski častnik in raziskovalec (* 1700)